# Pokémon Go
Pokémon Go (стилізовано як Pokémon GO) — багатокористувацька рольова відеогра доповненої реальності із серії Pokémon. Розроблена Niantic і початково видана в США, Австралії та Новій Зеландії 6 липня 2016 року для мобільних пристроїв на базі iOS і Android. Всього за два тижні після виходу гра здобула велику популярність і збільшила ринкову капіталізацію власниці бренду Pokémon, компанії Nintendo, вдвічі, до понад $40 млрд. На вересень 2016 року кількість завантажень гри сягнула понад 500 млн, а в серпні 2019 склала 1 млрд.
Особливістю Pokémon GO є накладання віртуальних образів на зображення реального світу. Гра спонукає людей виходити з дому, подорожувати місцевістю у пошуках і відловлюванні покемонів, а також спілкуватися з іншими гравцями. Тим самим долаються поширені проблеми молоді: сидячий спосіб життя і асоціальність у реальному світі. Розповсюджуючись за моделлю free-to-play, гра пропонує робити допоміжні, але необов'язкові внутрішньоігрові покупки.

## Ігровий процес
Pokémon GO пропонує гравцям виступити в ролі «тренерів» істот покемонів, яких слід ловити і тренувати для подальших боїв з покемонами інших «тренерів». На початку гравець створює свого аватара, налаштовуючи деталі його вигляду вибором з-поміж кількох варіантів. Тоді як гравець пересувається реальним світом, його аватар подорожує картою завдяки використанню GPS. Якщо поряд знаходиться покемон, гра повідомляє про це і пропонує відшукати його, користуючись камерою смартфона чи планшета. Зображення покемона накладається на картинку навколишнього світу, отриману з камери. При цьому тип істоти вираховується, залежно від інформації про місцевість. Наприклад, водні покемони зустрічатимуться біля річок і фонтанів. За покемонети (англ. Pokecoins), отримувані за внесені реальні гроші, відбуваються внутрішньоігрові покупки корисних речей, які прискорюють прогрес гравця. Іноді вони відшукуються так само, як і покемони. Всі такі покупки і знахідки складаються до інвентаря, який на початку гри вміщує 500 предметів. За необхідності його можна вдосконалити.
Зустрівши дикого покемона, гравець мусить його спіймати, влучно кинувши віртуальну пастку — покебол (англ. Pokeball). Покемони мають різну складність схоплення, позначену кольором кільця навколо них, куди повинен влучити гравець задля більш високого шансу вполювання. Істоти в зеленому кільці лишаються в покеболі, помаранчевому — можуть вирватися, червоному — швидше за все зможуть звільнитися і втекти. Існують різні типи покеболів, що полегшують полювання. Особливо рідкісні і дорогі стовідсотково схоплюють покемона і призначені для полювання на винятково рідкісних звірят.
В будь-який момент є можливість сфотографувати покемона серед довкілля. В разі успішного спіймання покемон переходить до колекції гравця, й останній отримує внутрішньоігрову валюту: «зоряний пил» і цукерки, необхідні для розвитку його покемонів. Інший спосіб отримати покемонів — купити або відшукати їхні яйця та інкубатор, в якому виростити істоту. Вид покемона при цьому залежить від яйця, вилупити яке можливо лише за умови подолання необхідної відстані (пересування транспортом не рахується). Дистанція для вилупу яєць варіюється від 2 км (дає слабких істот, як Пікачу чи Чармандер) до 10 км (дає змогу отримати Онікса, Кабуто та ін.). Додатково можна купити модулі приманок (англ. Lure Module), на які збіжаться дикі покемони, полегшуючи їхні лови.
Годуючи покемонів цукерками і витрачаючи «зоряний пил», гравець отримує розвиток покемона — збільшення його параметрів та перехід в іншу форму. Просте посилення піднімає рівень ушкоджень, які завдаються в бою, та запас здоров'я, вимагаючи «пилу» і трохи цукерок. Для зміни форми необхідно згодувати багато цукерок — зазвичай 25, 50 і 100 відповідно до кількості форм. Такі, як Меджікарап, вимагають кілька сотень цукерок для еволюції, що компенсується силою досягнутої форми. Крім того, істота може еволюціонувати безкоштовно, якщо гравець зловив багато покемонів одного виду, чим винагороджуються його зусилля. В боях успіх оцінюється за двома основними параметрами покемона: бойовою міццю (англ. Combat Power) і очками здоров'я (англ. Hit Points). Переможений покемон повертається до колекції з одним очком здоров'я і стає доступним для нових поєдинків після використання спеціального зілля, що відновлює його здоров'я до максимально можливого рівня.
Ловлячи або вирощуючи нових покемонів, розвиваючи їх і беручи участь у боях, гравець віртуально збільшує свій рівень розвитку, отримуючи нові можливості. Йому стає до снаги ловити все сильніших покемонів, а винагорода зростає. Досягши п'ятого рівня, він може долучитися до однієї з трьох команд «тренерів», які змагатимуться між собою в боях. Крім того, кожна команда має свій погляд на покемонів: «Відвага» (англ. Valor) робить ставку на розвиток фізично сильних покемонів, «Таємничі» (англ. Mystic) переконані, що покемони перемагають завдяки розуму, а «Інстинкт» (англ. Instinct) — що секрет перемоги криється в розвитку відчуттів. У людних місцях розташовуються «покезупинки» (англ. Pokestops), де можна знайти цінні предмети, і «тренувальні зали» (англ. Gyms), в яких можна кинути виклик іншим «тренерам» покемонів. «Тренувальні зали» контролюються якоюсь із команд, яка повинна турбуватися про їхній престиж, відповідаючи на виклики інших команд, здобуваючи перемоги і заробляючи медалі за випробування, що даються автоматично. «Тренер» тренуватиме своїх звірят тільки в залі, контрольованому його командою. Чим більше покемонів перебуває в залі, тим сильнішим є його захист. Якщо престиж падає до нуля внаслідок поразок, то переможці привласнюють «тренувальний зал» собі, збільшуючи свій вплив.
Для запуску гри пристрій повинен бути під управлінням операційної системи Android 4.4 чи більш нової, або iOS 8.

## Розробка
Ідея гри зародилася в Сатору Івати з Nintendo та Цунеказу Ішіхари з The Pokémon Company першого квітня 2014 року. Тоді Google було влаштовано жарт — опубліковано відео, в якому показувалася начебто майбутня функція сервісу Google Maps — доповнена реальність з покемонами, яких можна буде ловити, подорожуючи світом. Це здалося більшим, ніж просто жарт, і Pokémon Company, Google та Nintendo інвестували $30 млн у Niantic задля реалізації такої можливості на повному серйозі. Цей вибір обґрунтовувався тим, що Niantic, яка була заснована 2010 року як стартап Google, вже мала досвід створення ігор доповненої реальності. Її творіння мало назву Ingress і було грою, де дві команди гравців змагалися за віртуальне володіння культурними пам'ятками реального світу. «Стратегічні інвестиції Pokémon в Niantic відкривають шлях до соціального мобільного досвіду, якого світ ще не бачив» — повідомляв Ішіхара в жовтні 2015 року.
Незвичайну гру, яка поєднувала б реальність із віртуальним світом і отримала назву Pokémon GO, було анонсовано у січні 2016. Підігріваючи інтерес до проекту, Niantic у своєму блозі назвали 2016 рік роком доповненої реальності. В березні було анонсовано тестування Pokémon GO, при якому гравці могли б ловити покемонів, вирощувати їх з яєць і знаходити «покезупинки» і «тренувальні зали» біля примітних місць, таких як історичні пам'ятки. У квітні тестування поширилося на Австралію і Нову Зеландію, а у травні — на США. Згодом, у червні, розробники додали функцію фото, за допомогою якої можна робити знімки покемонів. Випуск фінальної версії відбувся 6 липня у країнах, де раніше відбувалося тестування. Поступово гра виходить і в інших регіонах: так, 13 липня вона стала доступною для завантаження у Німеччині, а 14 — у Великій Британії. 
Зважаючи на популярність Pokémon GO, виконавчий директор Niantic Джон Ганке невдовзі заявив, що скоро гра стане доступною ще на 200 ринках. Він поділився планами своєї компанії запустити гру найближчим часом у Південній Кореї, Китаї та Японії, що особливо цікаві як ринки мобільних додатків. Список країн, де гра офіційно підтримується, поповнився 15 липня Італією, Іспанією і Португалією. З 16 липня її стало можливим завантажувати в наступних європейських країнах: Австрії, Бельгії, Болгарії, Греції, Гренландії, Данії, Естонії, Ісландії, Ірландії, Латвії, Литві, Люксембурзі, Мальті, Нідерландах, Норвегії, Польщі, Румунії, Словаччині, Словенії, Угорщині, Фінляндії, Хорватії, Чехії, Швеції, Швейцарії та на Кіпрі. Від 17 липня Pokémon GO доступна в Канаді. В Японії реліз відбувся 22 липня, спонсором при цьому виступала корпорація McDonald's. З 24 липня гра вийшла у Франції і наступного дня в Гонконзі. Від 3 серпня Pokémon GO офіційно доступна в Латинській Америці, а від 6 серпня — в більшості країн Південно-Східної Азії, островах Тихого океану і на Тайвані. З 29 вересня Pokémon GO стала офіційно доступною також на Балканах і в Макао. Ще за п'ять днів гру видали в Середній Азії та Монголії. Згодом, 4 жовтня, до офіційно підтримуваних регіонів додалася Африка, але лише деякі країни. Реліз для Близького Сходу відбувся 17 листопада. Наприкінці року регіони підтримки поповнилися країнами: Багладеш, Бутан, Індія, Непал, Пакистан і Шрі-Ланка.
На фестивалі Comic-Con International 21-24 липня в Сан-Дієго генеральный директор Niantic Джон Ганке поділився планами щодо подальшого розвитку Pokémon GO. Він зазначив, що пріоритетним завданням розробників є забезпечення стабільної роботи гри і виправлення її помилок і недоліків. Також він повідомив, що сервери компанії не були розраховані на те навантаження, з яким довелося зіткнутися. Поки цю проблему не буде вирішено, гра не отримає нововведень. Разом з тим Ганке анонсував розширені можливості лідерів команд, наприклад, вони даватимуть поради. За його словами, з часом буде додано більше покемонів, Покецентри, де можна буде лікувати покемонів, і функція торгівлі між гравцями. Наприкінці липня Джон Ганке розкрив, що сам мало грає в своє творіння і має там 5-й рівень, оскільки весь час зайнятий вдосконаленням і обслуговуванням Pokémon GO.

## Оцінки і відгуки
| Агрегатор  | Оцінка |
| ---------- | ------ |
| Metacritic | 68/100 |

| Видання     | Оцінка |
| ----------- | ------ |
| Destructoid | 3.5/10 |
| GameSpot    | 7/10   |
| IGN         | 7/10   |

| Видання | Оцінка |
| ------- | ------ |
| ITC     | 4,5/5  |

При своїй популярності Pokémon GO отримала змішані оцінки-відгуки як критиків, так і пересічних гравців. На агрегаторі Metacritic середній бал серед професійних рецензентів складає 68 зі 100 можливих. У численних рецензіях і оглядах Pokémon GO називалася веселою і захопливою, але згадувалися технічні проблеми, такі як помилки самої гри та перевантаження її серверів. У магазині Google Play оцінки користувачів склали 3,9/5 на основі понад півтора мільйона оцінювань.
В IGN гру було оцінено в 7/10, що відповідає рівню «добре». Зауважувалася відсутність глибини боїв порівняно з іншими іграми серії Pokémon, битв між друзями, торгівлі та списків лідерів. Висловлювалося побоювання, що популярність гри тимчасова, але з висновком, що навіть в такому разі Pokémon GO варта витраченого на неї часу.
Ресурс Destructoid поставився вельми критично, давши грі 35/100. Популярність пояснювалася тим, що Pokémon GO перша у своєму роді та звертається до ностальгії за іграми й аніме про покемонів. Але власне ігровий процес було визначено як бідний, з простими ловами, нерівними можливостями для гравців у пошуках звірят і складністю побудови сильної команди. Рецензент Майк Косімано поділився, що, на його думку, цікавіше обговорювати цю гру, ніж грати в неї.
Російський журнал «Мир фантастики» припустив, що після Pokémon GO почнеться мода на ігри з доповненою реальністю. Поки такі твори, як Ingress, були лише експериментами, Pokémon GO — масовий продукт, який зробив реальність трохи фантастичнішою.
Попри те, що після виходу Pokémon GO Nintendo обійшла Sony за капіталізацією, 25 липня її акції сильно впали. Феноменальна популярність призвела до серйозного підвищення попиту на акції Nintendo — 60%, який швидко знизився на 17,6%. Причина полягала в тому, що Nintendo заявила про досить обмежені доходи від самої гри, яка розповсюджується безкоштовно і може гратися без внутрішньоігрових покупок.
Грудневе оновлення 2017 року додало до гри динамічну зміну погоди, що відповідає погоді в реальному світі. Це впливає на появу покемонів, наприклад, водні з'являються частіше під час дощу та мають більшу бойову міць. Також оновлення додало покемонів із ігор Pokémon Ruby й Sapphire.
У липні 2020 року, з нагоди 4-ї річниці випуску гри, аналітична компанія Sensor Tower повідомила, що за весь час Pokémon GO принесла прибутки в 3,6 млрд доларів США.

## Супутня продукція

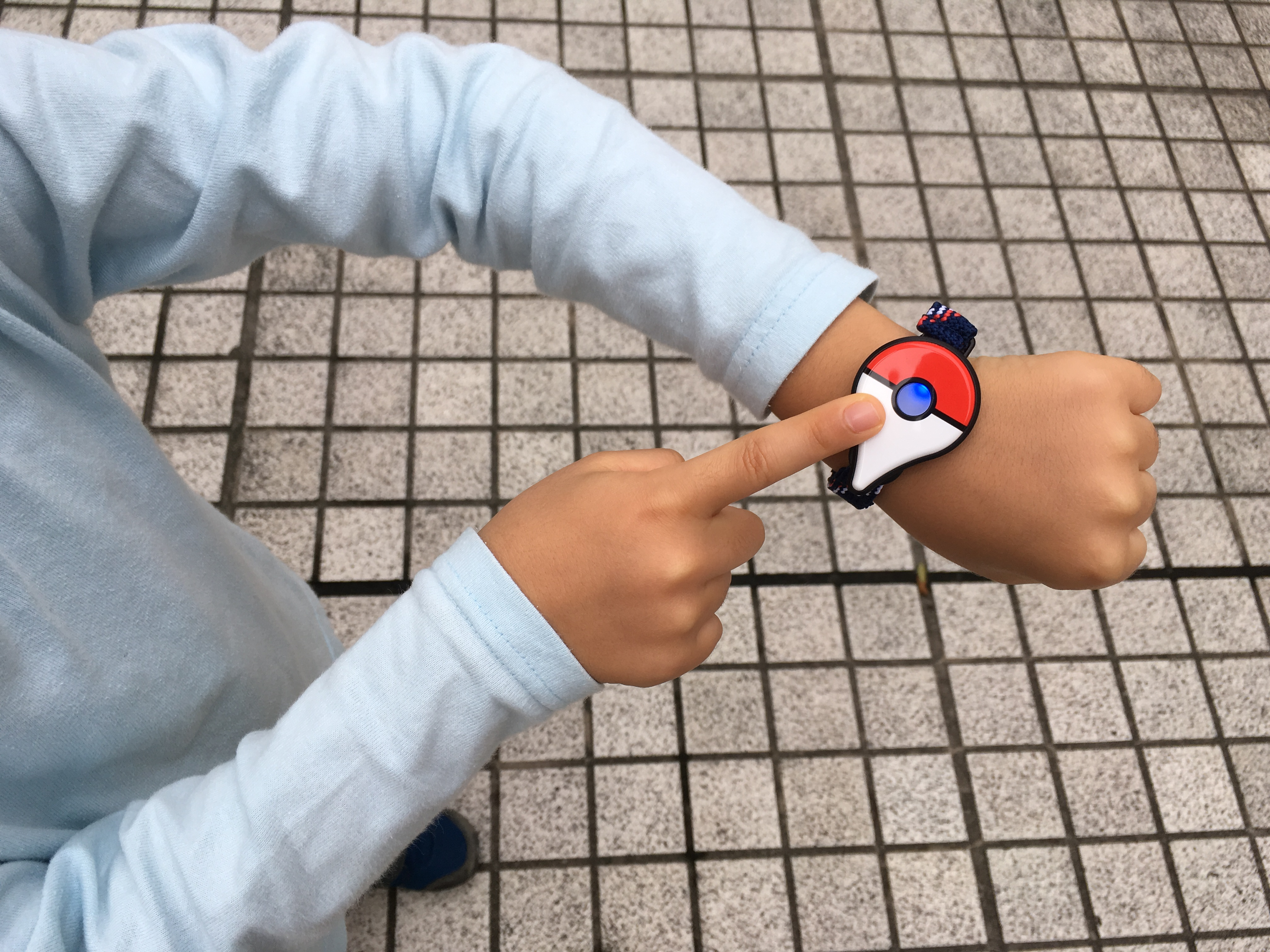
Pokemon GO Plus

Для більшої зручності гри в Pokémon Go анонсовано спеціальний пристрій Pokémon Go Plus. Це краплеподібна річ (поєднано дизайн покебола зі шпилькою Google Maps) з вібрувальним елементом і світлодіодом, яка поєднується зі смартфоном чи планшетом через безпровідну технологію Bluetooth. Вона кріпиться до браслета, що носиться на руці, або до одягу за допомогою кліпси. Пристрій вібрує і світиться, коли у грі поруч знаходиться покемон, поблизу є «покезупинка», або відбуваються інші важливі події. Тим самим пристрій позбавляє необхідності постійно дивитися на екран. Pokémon Go Plus очікувався до серійного випуску наприкінці липня 2016 року. Орієнтовною датою називалося 31 липня. Однак 27 липня випуск було перенесено на вересень. Врешті пристрій надійшов у продаж 16 вересня, розповсюджуючись через онлайн-магазини Amazon і GameStop.
Сумісність зі смартфонами і планшетами розширюватиметься в міру виходу оновлень гри. Згідно заяви Nintendo, Pokémon Go Plus продається лише по одному примірнику для кожного власника гри Pokémon GO.

## Pokémon Goяк культурний феномен

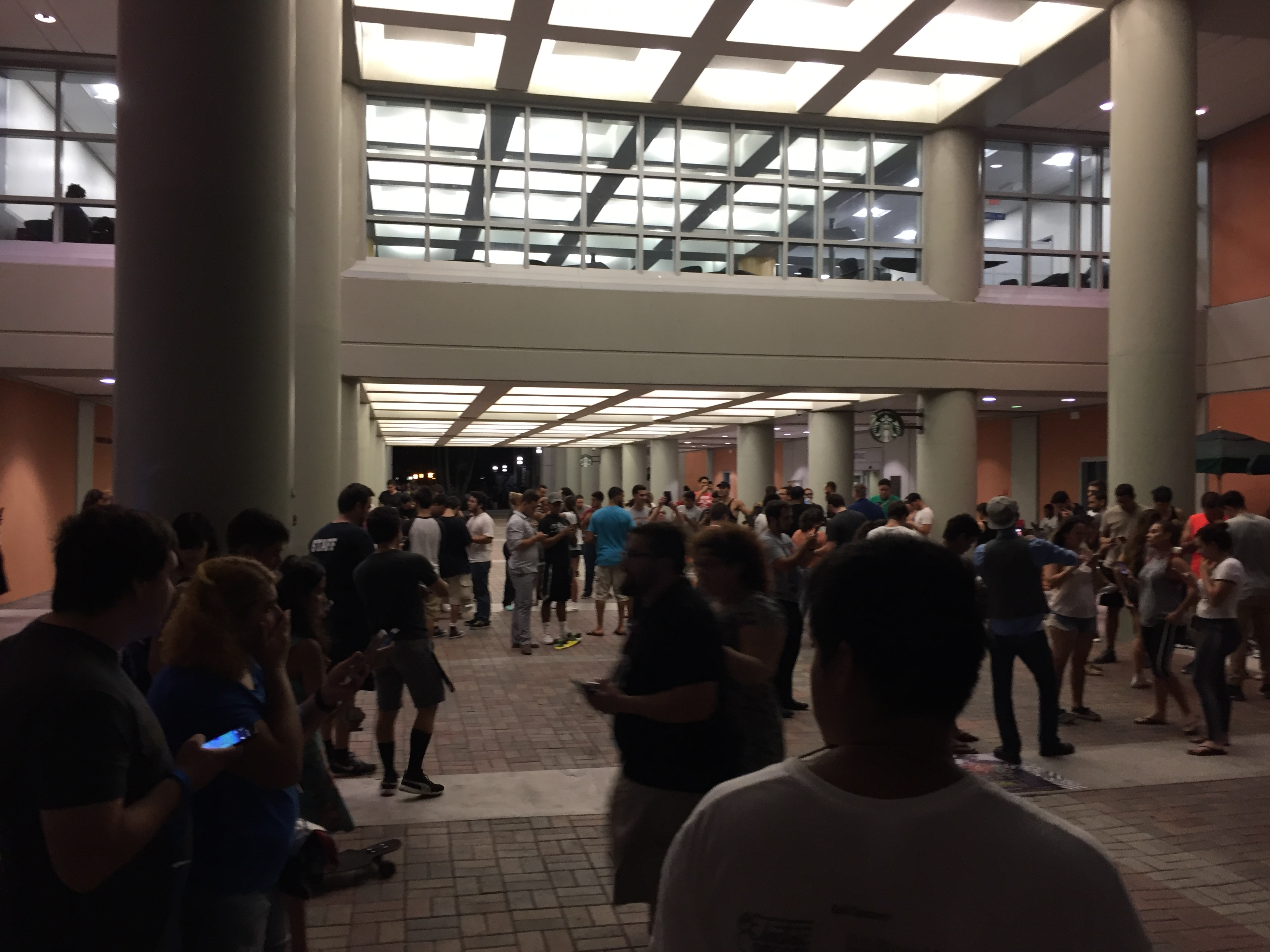
Натовп людей у Флоридському міжнародному університеті шукає рідкісного покемона Гантера

Вже за тиждень гра отримала величезну популярність і кількість завантажень. Кількість інсталяцій із Google Play склало понад 10 млн, але загальна кількість була більшою, оскільки в непідтримуваних регіонах користувачі ставили спеціально зламані версії. За даними компанії Sensor Tower на кінець тижня по випуску, середній час щоденного використання Pokémon Go становив понад 33 хвилини. Це більше, ніж щоденне середнє користування Facebook (22 хвилини на день), Snapchat (18 хвилин), і Твіттер (17 хвилин). Щоправда, це число не було рекордом серед мобільних додатків, у Candy Crush Saga і Game of War грали ще більше. Станом на 12 липня в Pokémon GO тільки для iOS у США щодня здійснювалося покупок на $1,6 млн при тому, що платили лише 5 % гравців. З'явилися відомості, що пошукові запити в Google про Pokémon GO перевищили за кількістю запити на порнографію.
Деякі гравці зробили свого роду винаходи задля спрощення ловів звірят. Так, група шанувальників гри пристосувала дрон-квадрокоптер для тримання смартфона, щоб дистанційно керувати ним і ловити покемонів швидше та в малодоступних місцях. Публічні заклади, такі як магазини і кафе, швидко побачили можливість додаткового заробітку, дозволяючи ловити покемонів на своїй території тільки після здійснення в них покупки.
У ЗМІ швидко стали з'являтися новини про кумедні й моторошні випадки, пов'язані з грою в Pokémon Go. Наприклад, про поліцейських, які в робочий час стояли на «покестопі», студента, який не відволікся від гри навіть при ножовому пораненні, або як президент Ізраїлю знайшов покемона у власному кабінеті. Оскільки гра не була доступною по всьому світу, в тому числі й Україні, інформаційні ресурси викладали інструкції як отримати гру, попри регіональні обмеження.
Низка спільнот і установ виступила проти використання Pokémon GO в певних місцях. Так, Меморіальний Музей Голокосту у Вашингтоні та Арлінгтонський національний цвинтар у сусідній Вірджинії видали заяви з проханням проявляти повагу і не «ловити» віртуальних покемонів на їх територіях. Служба національних парків закликала відвідувачів насолоджуватися красою природи замість полювання на віртуальних істот. В Петербурзі місцеві козаки виступили з осудом гри, називаючи захоплення доповненою реальністю сатанинським заняттям, що відволікає від більш важливих справ. З'явилася навіть думка, що Pokémon GO створено спецслужбами якоїсь країни для збору інформації по всьому світу. Численних користувачів Інтернету стали дратувати повсюдні згадки гри, тому було створено спеціальні додатки, які блокують в інтернет-браузерах будь-яку інформацію про цю гру.
Також було анонсовано вихід повнометражного фільму, сюжет якого буде заснований на грі Pokemon GO. Зйомки фільму почнуться кінокомпанією Legendary Entertainment у 2017 році.
У Південній Кореї, де Pokémon GO станом на 24 липня ще не вийшла, місто Сокчхо перетворилося на принаду для туристів — воно виявилося єдиним, де в усій країні гра працювала. Причиною стала заборона сервісу Google Maps, який використовує гра, у Південній Кореї, оскільки вона формально досі перебуває у стані війни з Північною Кореєю і карти можуть видати розташування важливих об'єктів. Лише невелика ділянка, де і розташоване Сочкхо, не потрапляє до забороненої зони. Автобуси не встигали возити туристів, а місцеві заклади швидко зреагували, розміщуючи зарядні станції, точки Wi-Fi та рекламу.
На хвилі популярності Pokémon GO виникли пропозиції таких послуг, як інсталяція гри за певну плату для недосвідчених користувачів, «вигулювання» смартфонів за гравця, погодинні перевезення на таксі по місту між важливими точками. В Європі туроператори взялися офіційно возити туристів до США, щоб ті могли зловити всіх покемонів. Власники аккаунтів з високим рівнем тренера і багатою колекцією покемонів пропонували купити свої аккаунти, доводячи ціну до $100. Такі пропозиції з'явилися в тому числі і в Україні, а до Києва організовувалися поїздки на «полювання». Niantic наголосили, що передача своїх аккаунтів іншим людям, як і шахрайство у вигляді користування зламаними версіями їхньої гри, може каратися баном аккаунту.
Серед причин популярності гри основною є те, що вона збирає людей разом, дозволяє заводити нові знайомства і весело проводити час за спільним заняттям. Pokémon GO стала першою мобільною грою з доповненою реальністю, зрозумілою широким верствам населення, яка не вимагала спеціальних шоломів або окулярів, будучи доступною кожному, хто володіє смартфоном. Крім того ця гра є ностальгічною: покемони з'явилися в консольних іграх 1990-х років і набули популярності з виходом аніме. Станом на 2016 рік люди, для яких це було часом дитинства, вже стали 20-30-річними дорослими. Також Pokémon GO спонукає вести активний спосіб життя, подорожуючи і цим покращуючи здоров'я. Під час цього зростає інтерес до публічних місць, таких як бібліотеки та музеї, оскільки в них містяться віртуальні істоти й об'єкти.